# NPM/CNP

NPM/CNP é uma holding belga e atua na compra de participações em empresas da Bélgica. O empresário Albert Frère e o banco francês BNP Paribas são os maiores acionistas da empresa,em 2010 a empresa tinha ativos totais de 16,7 bilhões de Euros.
Participações da empresa no final de 2010:
| Empresa                | % do Capital Total |
| ---------------------- | ------------------ |
| Total                  | 1.4%               |
| Iberdrola              | 0.6%               |
| M6 Group               | 7.1%               |
| Trasncor Astra Group   | 80.0%              |
| Banca Leonardo         | 19.4%              |
| Affichage Holding      | 25.3%              |
| Distripar              | 100.0%             |
| Château Blanc          | 40.0%              |
| Fidentia               | 50.0%              |
| Groupe Fio             | 35.8%              |
| Belgian Icecream Group | 100.0%             |
| Trasys                 | 50.0%              |